# Cupido decolor
Cupido decolor is een vlinder uit de familie van de Lycaenidae (kleine pages, vuurvlinders en blauwtjes), uit de onderfamilie van de Polyommatinae (blauwtjes). De wetenschappelijke naam van deze soort is voor het eerst gepubliceerd in 1886 door Otto Staudinger.
Deze soort komt voor in Oezbekistan.